# Voralpen-Aschenkraut
Das Voralpen-Aschenkraut oder Obir-Aschenkraut (Tephroseris longifolia) ist eine Pflanzenart aus der Gattung der Aschenkräuter (Tephroseris) innerhalb der Familie der Korbblütler (Asteraceae).

## Beschreibung

### Vegetative Merkmale
Das Voralpen-Aschenkraut ist ein ausdauernde, krautige Pflanze und erreicht Wuchshöhen von 20 bis 60 Zentimetern. Stängel, Laubblätter, Korbstiele und die Hülle der Körbe sind drüsig behaart, meist auch spinnwebig-wollig behaart, wodurch die Drüsenhaare häufig verdeckt sind.
Die Spreite der Grundblätter ist grob gezähnt, meist von eiförmiger bis länglich-elliptischer Gestalt. Die Spreite ist meist abrupt in den Blattstiel verschmälert, der seinerseits breit geflügelt ist. Die Spreite ist 4 bis 20 Zentimeter lang und 1,5 bis 3,5 Zentimeter breit. Die mittleren Stängelblätter sind mit breit geflügeltem Stiel leicht herzförmig sitzend, ihr Blattrand ist meist gezähnt. Die oberen Stängelblätter sind lanzettlich bis linealisch, haben einen verschmälerten Grund und sind sitzend. Sie sind grob gezähnt. 

### Generative Merkmale
Die Blütezeit reicht Mai bis Juli. Drei bis zehn lang gestielte Blütenkörbe stehen zusammen. Die Blütenkörbe haben einen Durchmesser von 3 bis 4 cm, selten nur 2,5 cm. Die Hülle ist glockig und 8 bis 12 mm lang und besitzt keine Außenhülle. Die 21 Hüllblätter sind lanzettlich, grün und tragen manchmal eine purpurne Spitze. Sie sind mit drüsigen und drüsenlosen Haaren besetzt und jung spinnwebig-wollig. Die Blüten sind hell- bis goldgelb. Zungenblüten sind stets vorhanden und sind 12 bis 15 mm lang und schmal. Der Pappus ist in etwa so lang wie die Kronröhre. 
Die Achäne ist 3 bis 4 mm lang und kahl, lediglich jung kann sie zerstreut flaumig behaart sein.
Tephroseris longifolia und speziell Tephroseris longifolia subsp. gaudinii haben beide die Chromosomenzahl 2n = 48.

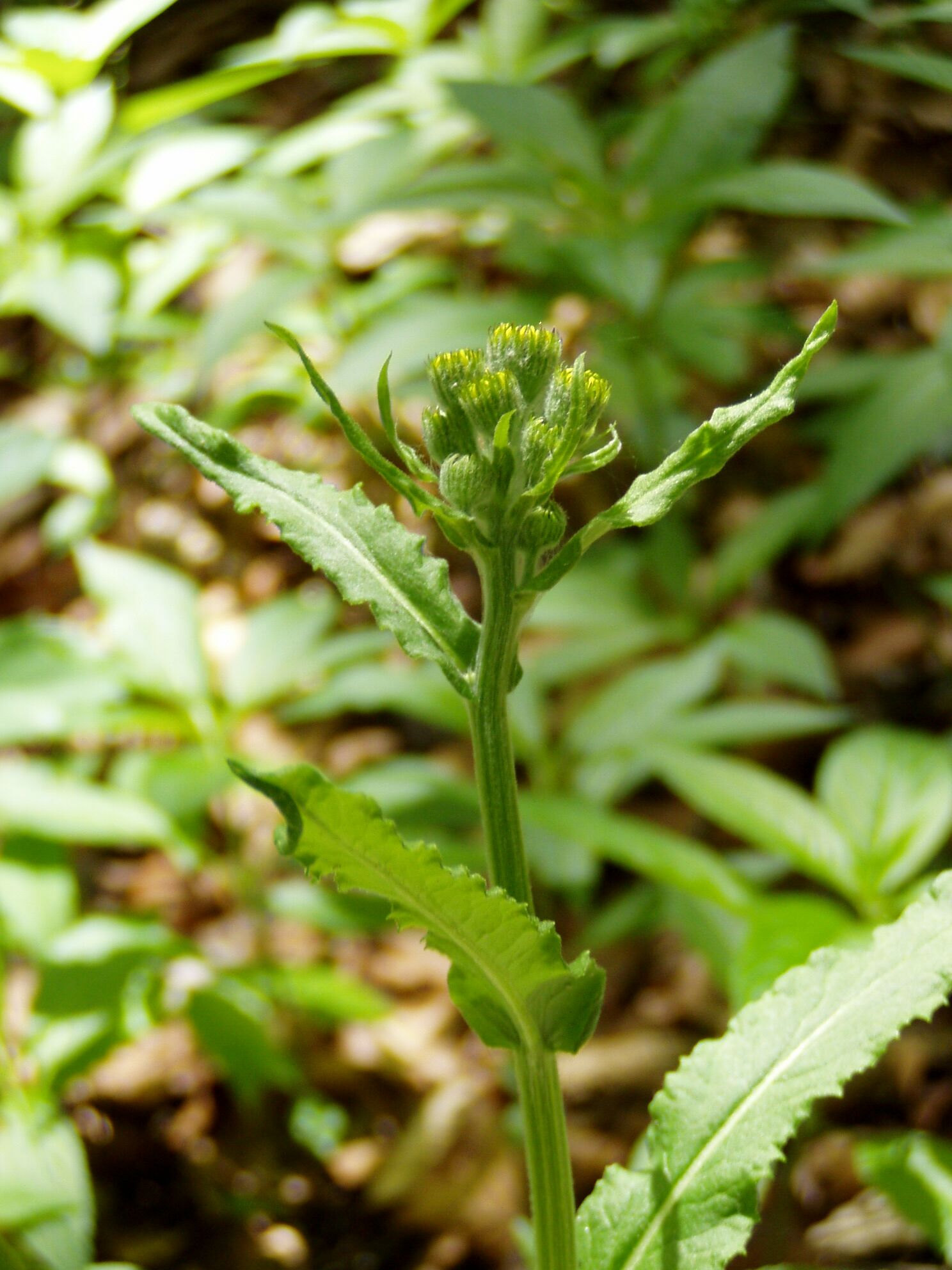
Tephroseris longifolia

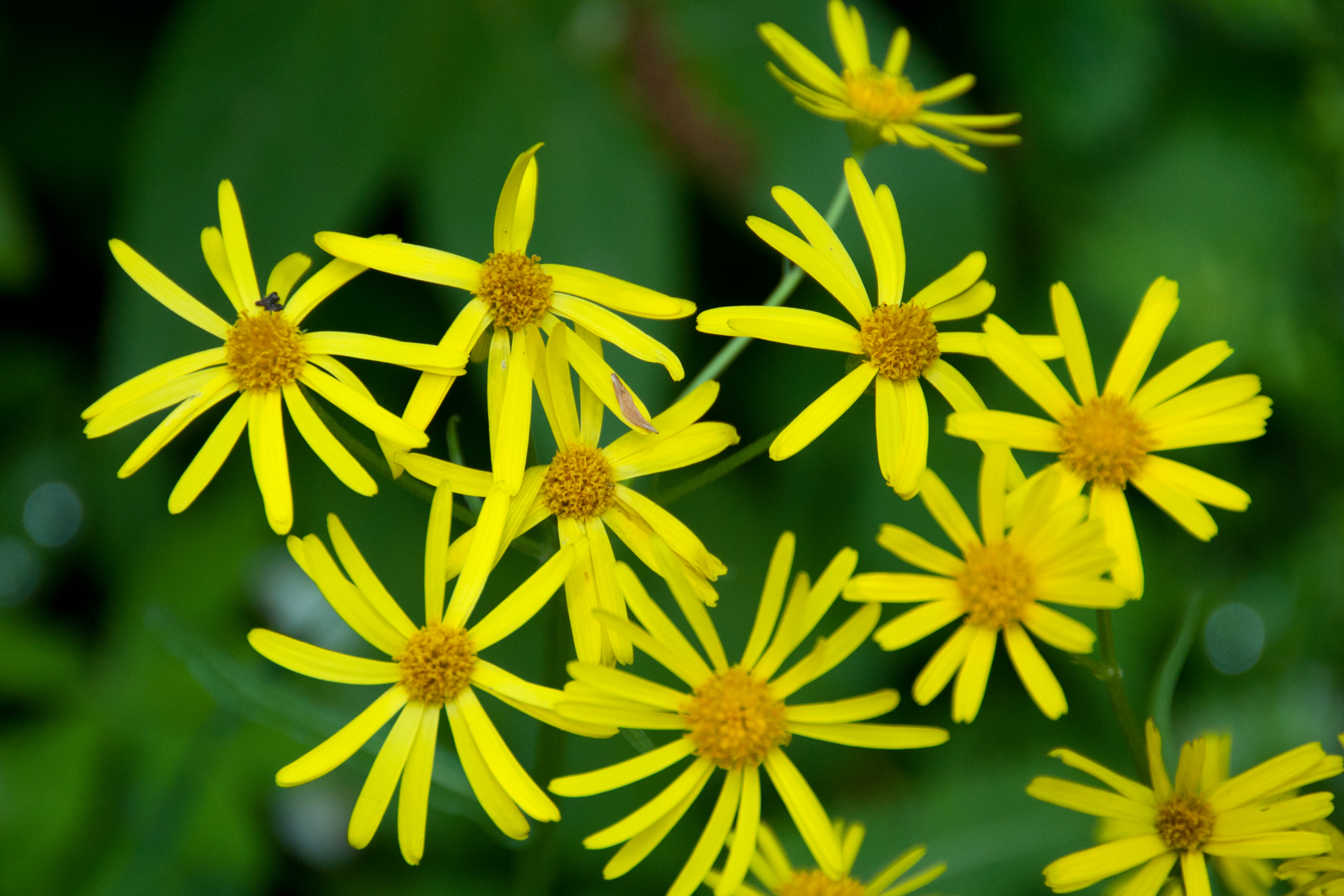
Tephroseris longifolia subsp. pseudocrispa

## Ökologie
Beim Voralpen-Aschenkraut handelt es sich um einen Hemikryptophyten.

## Vorkommen
Das Voralpen-Aschenkraut im eigentlichen Sinn (Tephroseris longifolia s. str.) kommt in Mitteleuropa nur südlich der Donau vor, in Österreich in Ober- und Niederösterreich, Burgenland, Steiermark, Kärnten und Salzburg. Es wächst in Kar- und Hochstaudenfluren, in feuchten Wiesen und lichten Wäldern. Bezüglich des pH-Werts des Untergrundes ist diese Art indifferent. Sie kommt zerstreut von der montanen bis subalpinen Höhenstufe vor, selten auch in der collinen. 

## Systematik und Verbreitung
Die Tephroseris-Arten wurden früher zur Gattung Greiskräuter (Senecio) gestellt. Ein Synonym ist Senecio ovirensis (W.D.J.Koch) DC., weshalb diese Art auch Obir-Greiskraut genannt wird. 
Das Voralpen-Aschenkraut gehört in die Artengruppe Tephroseris ovirensis/longifolia. Weitere Vertreter der Artengruppe sind Tephroseris pseudocrispa (= Senecio pseudocrispus) und Tephroseris tenuifolia (= Senecio gaudinii).
Tephroseris longifolia s. str. ist die hier beschriebene Sippe. In den Karpaten gibt es dazu noch Tephroseris longifolia subsp. moravica.
Nach Euro+Med kann man diese Gruppe als Tephroseris longifolia s. l. folgendermaßen gliedern:
- Tephroseris longifolia (Jacq.) Griseb. & Schenk subsp. longifolia: Sie kommt in Frankreich, Italien, Österreich, Slowenien, Ungarn, Tschechien, Kroatien und der Slowakei vor.[4]
- Tephroseris longifolia subsp. brachychaeta Greuter (Syn.: Senecio brachychaetus Cufod. non DC. 1838): Sie kommt nur in Italien vor.[4]
- Tephroseris longifolia subsp. gaudinii (Gremli) Kerguélen (Syn.: Senecio gaudinii Gremli, Tephroseris tenuifolia (Gaudin) Holub, Senecio helenitis subsp. gaudinii (Gremli) Schinz & Thell., Senecio ovirensis subsp. gaudinii (Gremli) Cufod.): Sie kommt in Frankreich, in der Schweiz, Österreich, Deutschland, Italien, Ungarn, Kroatien, Serbien, Bulgarien und Albanien vor.[4] Sie wächst in Pflanzengesellschaften der Verbände Rumicion alpini oder Polygono-Trisetion.[1]
- Tephroseris longifolia subsp. moravica Holub: Sie kommt in Tschechien und in der Slowakei vor.[4]
- Tephroseris longifolia subsp. pseudocrispa (Fiori) Greuter (Syn.: Senecio alpestris var. pseudocrispus Fiori, Tephroseris pseudocrispa (Fiori) Holub, Tephroseris rivularis subsp. pseudocrispa (Fiori) B.Nord.): Sie kommt in Österreich, in Italien und in Slowenien vor.[4]